# Tolypocladium lignicola
Tolypocladium lignicola är en svampart som beskrevs av G.L. Barron 1983. Tolypocladium lignicola ingår i släktet Tolypocladium och familjen Ophiocordycipitaceae.   Inga underarter finns listade i Catalogue of Life.